# Kálnaborfő
Kálnaborfő (szlovákul Horné Brhlovce)  Borfő településrésze, korábban önálló falu Szlovákiában, a Nyitrai kerület Lévai járásában.

## Fekvése
Lévától 12 km-re keletre, a Búr patak bal partján fekszik. A mai Borfő északi részét képezi, Tegzesborfőtől a patak választja el.

## Története
A falu környékén már a kőkorszakban laktak emberek. Első írásos említése 1245-ből való, amikor a mai Kálnaborfőt Burfeu néven említik. Nevét egykori birtokosáról, a Kálnay családról kapta, amely 1506-ban kapta adományként a községet II. Ulászlótól. A későbbiekben rajtuk kívül a Baross, Bakonyi és Körmendy család voltak főbb birtokosai. A török hódítás időszakában a lakók a házak mögötti hegyoldalba vájtak menedékül szolgáló barlanglakásokat, melyek nagy része a mai napig fennmaradt. Itt tartották állataikat is. Ezekről a sajátos építményekről Bél Mátyás tesz először említést 1742-ben megjelent Notitia Hungariae novae című enciklopédiájában. Ezekben a lakásokban a 19. század végéig éltek emberek. A falu kőfaragóiról volt egykor nevezetes.
Kálnaborfő református magyar lakossága a 18. század végétől katolikus szlovákra cserélődött.
Vályi András helységnévtára (1796-1799) szerint Kálnaborfő kevert lakosságú („elegyes”) falu. Földesura Körmendi, illetve más uraságok. A mezőgazdasági adottságokat Vályi a következőképp jellemzi: a legelő elég, a rétek hasznosak, a föld azonban hegyes, nehezen művelhető, továbbá áradások is rontják, ezért másodosztályúnak minősül, a határ termékeny.
Fényes Elek 1851. évi helységnévtára szerint Kálnaborfő a 19. század közepén már szlovák falu volt. Lakosai közül 148 volt katolikus és 6 református. Fényes megemlíti a sziklába vájt házakat és a bortermelést. Kálnaborfőt ekkor több földesúr is birtokolta, utolsó postája Báth volt.
A trianoni békeszerződésig Hont vármegye Báti járásához tartozott.
1952-ben egyesítették Tegzesborfővel (szlovákul Dolné Brhlovce), így létrejött Borfő (szlovákul Brhlovce).

## Népessége
1910-ben 340, többségben szlovák lakosa volt, jelentős magyar kisebbséggel.
2001-ben Borfő 359 lakosából 354 szlovák volt.

## Nevezetességei
- A Hétfájdalmú Szűzanya tiszteletére szentelt római katolikus temploma 1760 és 1772 között épült barokk stílusban.
- A falu közepén levő dombon áll a Körmendy család által 1756-ban épített kétszintes, késő barokk stílusú kastély.
- A falu sziklába vájt, egykor menedékhelyül épített lakásairól nevezetes.

## Külső hivatkozások
- Községinfó
- Borfő Szlovákia térképén